# American Welding Society
American Welding Society è un'organizzazione senza scopo di lucro statunitense dedita al progresso della scienza, tecnologia ed applicazioni nel campo della saldatura.